# William Doberck

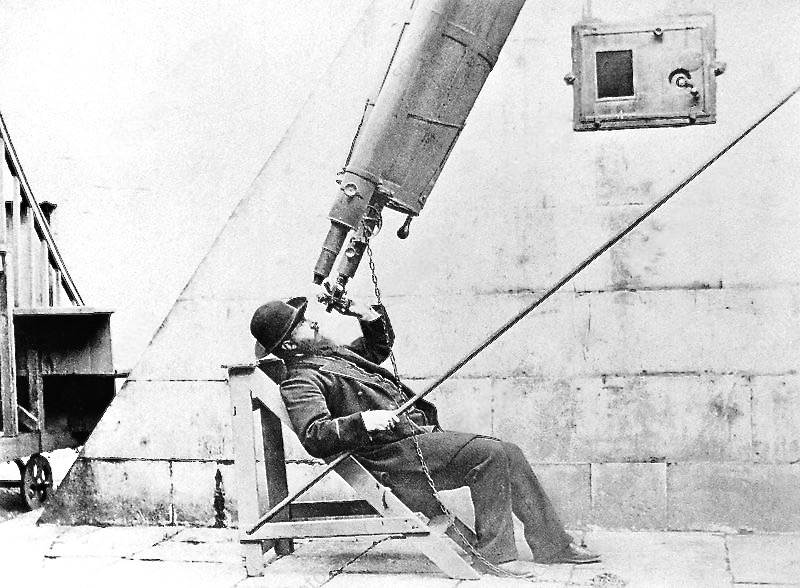
William Doberck at the refractor at Borg Markree (en)

August William Doberck, född 12 september 1852 i Köpenhamn, död 1941, var en dansk astronom och meteorolog.
Doberck studerade astronomi under Heinrich Louis d'Arrest, vistades 1872-74 vid Pulkovo-observatoriet, anställdes 1874 som föreståndare för Markree Observatory på västra Irland och var 1883-1907 direktör för det nyinrättade meteorologiska, magnetiska och astronomiska observatoriet i Hongkong. År 1908 inrättade han ett eget observatorium i Sutton, Surrey, England, varifrån han främst observerade variabla stjärnor.
Doberck skrev talrika mindre avhandlingar i vetenskapliga tidskrifter, huvudsakligen om dubbelstjärnors banor, av vilka han beräknade ett stort antal. I Hongkong ägnade han sig i hög grad åt meteorologi; han inrättade en rad meteorologiska stationer vid Kinas kust, skrev Instructions for Making Meteorological Observations in China och publicerade efter de under den stormiga årstiden utförda maritima meteorologiska observationer The Law of Storms in the Eastern Seas. De dagliga meteorologiska och magnetiska observationerna samt vattenståndsmätningarna bearbetades i den från 1884 av observatoriet årligen utgivna '"Observations and Researches Made at the Hongkong Observatory". Av hans astronomiska arbeten i Hongkong kan nämnas Catalogue of Right Ascension of 2120 Southern Stars for the Epoch 1900 (1905).